# CAMK2N1
CAMK2N1 (англ. Calcium/calmodulin dependent protein kinase II inhibitor 1) – білок, який кодується однойменним геном, розташованим у людей на короткому плечі 1-ї хромосоми. Довжина поліпептидного ланцюга білка становить 78 амінокислот, а молекулярна маса — 8 553.
| 10         |  | 20         |  | 30         |  | 40         |  | 50         |
| ---------- |  | ---------- |  | ---------- |  | ---------- |  | ---------- |
| MSEVLPYGDE |  | KLSPYGDGGD |  | VGQIFSCRLQ |  | DTNNFFGAGQ |  | NKRPPKLGQI |
| GRSKRVVIED |  | DRIDDVLKNM |  | TDKAPPGV   |  |            |  |            |

A: Аланін

C: Цистеїн

D: Аспарагінова кислота

E: Глутамінова кислота

F: Фенілаланін

G: Гліцин

I: Ізолейцин

K: Лізин

L: Лейцин

M: Метіонін

N: Аспарагін

P: Пролін

Q: Глутамін

R: Аргінін

S: Серин

T: Треонін

V: Валін

Локалізований у клітинній мембрані, мембрані, клітинних контактах, синапсах, синаптосомах.